# Bernhard Mettenleiter
Bernhard Mettenleiter (Wallerstein, a prop de Nördlingen (districte de Danubi-Ries), 5 d'abril, 1822 - Marktheidenfeld, (Baixa Franconia), fou un compositor i organista alemany.
Va rebre les primeres classes de música amb el seu pare i a Regensburg amb el seu oncle Georg, continuant els estudis amb professors del Seminari i les escoles llatines del districte de Dillingen a la població de Lauingen al vora del Danubi. Fou ajudant de professor escolar a Obergünzburg, director de cor a Günzburg (1844); a Memmingen (1848); el 1856 dirigia el cor de l'església de Sant Llorenç a Kempten, i professor d'ensenyament secundari, ensems que era professor de cant al col·legi reial de Kempten. Assessor diocesà de l'Associació Cecília de la Diòcesi d'Augsburg. Era cosí d'en Johann Georg Mettenleiter (1812-1895), també músic i compositor.

## Obres per a orgue
- Contribucions a "Neue Orgelstücke" Diebold op. 70 Fritz Gleichauf. Regensburg 1903
- núm. 11 Preludi en minúscula
- núm. 33 Preludi en minúscula
- núm. 78 Preludi en minúscula nítida
- núm. 139 Preludi en menor menor

Contribucions a: ""Präludienbuch"" reelaborat per primera vegada per a les institucions de formació del professorat, augmentat i millorat per Karl Deigendesch. 4a edició (Org.) - Augsburg i Viena: Böhm & Sohn (1888).
| - 12 Andante sostenuto - - núm. 21 Larghetto - - núm. 43 Adagio e menor - - núm. 56 Andante D major - - núm. 71 Andante A major - - núm. 92 Adagio E major - | - Núm. 131 Andantino F Major - - núm. 137 Moderado menor - - núm. 159 Andante G menor - - núm. 193 moderat assai - - núm. 201 moderat F menor - - núm. 211 Andante sostenuto B menor. |

Entrades a: "Vademecum". Una col·lecció de petites peces d'orgue en les claus modernes de Kewitsch, Gressler, Langensalza (1871).

## I. Part
| - No. 3: Andante C major - - No. 12 Larghetto C major - - Núm. 14 Sostenuto en G major - - Núm. 20 Andante G major - - Núm. 26 Moderat D major - - Núm. 27 Andantino D major - - No. 39 Larghetto A major - - No. 40 Andante A major - - No. 43 Andante E major - núm. 46 Andantino E major - - No. 55 Andante sostenuto Com a major - - No. 57 Sostenuto Com a major - - No. 62 Larghetto E flat major - - Núm. 64 Andante en E flat major - - Núm. 67 Moderat B major - - Núm. 74 Moderat B major - | - Núm. 82 Larghetto F major - - Núm. 83 Moderat F major - - Núm. 86 Moderat Un menor - - núm. 91 Moderat en menor - - No. 99 Larghetto en menor - - núm. 100 Moderato en mi menor - - núm 104 Largo en mi menor - - núm 105 Adagio en mi menor - - núm 107 Andante en F aguda menor - - núm 116 assaig moderat en mi menor - - núm 117 andant en minor - - núm 120 Moderat en mi menor - - núm 123 moderat en mi menor - - núm 125 andante en minor - - núm 129 andante en minor - - núm 133 moderat en mi menor. |

## II, part
- núm. 11: Andante sostenuto C major -
- Núm. 10: Andante sostenuto en G major -
- No. 84 Andantino F Major -
- Núm. 88 Largo a-moll menor.